# Fridtjof Nansen
Fridtjof Nansen (Store-Frøen, Kristiania mellett, 1861. október 10. – Lysaker, Oslo mellett, 1930. május 13.) dán származású norvég sarkkutató, oceanográfus, diplomata. 1888–1889-es grönlandi, majd 1893–1896-os északi-sarkvidéki expedícióinak köszönhetően emelkedett Norvégia a sarkkutató nemzetek sorába. A 20. század elején végzett diplomáciai és jószolgálati tevékenységéért, a menekültügyben elért eredményeiért 1922-ben Nobel-békedíjban részesült. Odd Nansen (1901–1973) építész apja.

## Élete
A mai Oslói Egyetemen végzett 1882-ben zoológusként, s első nagyobb útját még ugyanabban az évben tette meg a Jeges-tengeren.
Híres expedíciója 1888 nyarán indult, amelynek során öt társával együtt elsőként szelte át síléccel Grönlandot. Az expedíció az északi szélesség 60° 30’ alatt ért partot, útjukat az Uminik-fjordnál kezdték meg és október 3-án értek Godthåbba. Utazása során Nansen nemcsak Grönland természetrajzát, de az eszkimó őslakosság életmódját is tanulmányozta, és élményeit a Paa ski over Grønland (1890) és Eskimoliv (1891) című könyveiben örökítette meg. Úti beszámolóinak az Osztrák–Magyar Monarchiában történt kiadásai (Auf Schneeschuhen durch Grönland, I–II. köt., Hamburg, 1890–1891; Eskimoleben, Berlin, Globus, 1910; magyarul Az eszkimók között, 1923) keltették fel az érdeklődést Közép-Európában a síelés iránt.
1889. május 30-ai hazatérésekor nemzete hősként fogadta kiemelkedő teljesítményt nyújtó fiát. A népünnepélyen részt vett az akkor tizenhét éves gimnazista, a későbbi híres sarkkutató, a Déli-sark felfedezője, Roald Amundsen is.
Következő, 1893. július 22-én induló expedícióját azon megfigyelésére alapozta, hogy a megfagyott sarki jég is lassan sodródik és mozog keletről nyugatra. Fram (Előre) nevű hajójával a sodródó jég hátán kívánta elérni az Északi-sarkot. A Framot építő Colin Archer úgy tervezte meg a jármű szerkezetét, hogy a megfagyó jég nyomása ne összeroppantsa, hanem mintegy a jégtábla hátára emelje a hajót. Miután a tengeráramlatok nem kedveztek Nansen céljainak, a hajót Hjalmar Johansen nevű társával együtt elhagyva, szánnal indult az Északi-sark irányába. Végül 1895. április 5-én jutottak el az addig elért legmagasabb szélességi fokig (86° 14’). Mivel a hajóra történő visszatérés a jégbe zárt hajó kiszámítatlan irányú sodródása miatt nem volt lehetséges, a szánokkal és kajakokkal magukra utalva kellett visszatérniük az északi-sarki úszó jégmezőről. A Ferenc József-földig jutottak, ahol átteleltek. 1896-ban ott találkoztak a Jackson–Harmsworth-expedícióval, amellyel az észak-norvégiai Vardøbe tértek vissza. Ezzel csaknem egy időben ért haza a Fram is Otto Sverdrup kapitány parancsnoksága alatt. Az expedíció résztvevői útjuk során nagy jelentőségű megfigyeléseket végeztek a tengeráramlások, a tengerbiológia és a földrajz (például mélységmérések) területén. Újító volt azon ötlete is, hogy a sarki expedíciókhoz kutyák vontatta szánt használjanak. Ezen tapasztalata később nagyban hozzájárult Roald Amundsen antarktiszi sikeréhez (riválisa Robert Falcon Scott pónilovakat használt, és expedíciója tragikus véget ért). Bár meg kell jegyezni, hogy Nansen leírásából az derül ki, hogy ezen az úton még hiányos tapasztalattal rendelkezett a kutyafalka irányításában és tartásában.
Ezen sikerek ellenére Nansent sokat bírálták két szokatlan eljárása miatt: egyfelől azért, mert szándékosan befagyasztatta hajóját a sarki jégpáncélba, másfelől pedig, mert az expedíció parancsnokaként elhagyta a hajót. Nansen úti beszámolója később Éjen és jégen át címen látott napvilágot (1897; magyarul 1898).
Hazatértét követően, 1896-ban a kristianiai egyetemen az oceanográfia professzorává nevezték ki. Az elkövetkezendő években északi-sarki expedíciójának tudományos eredményeit rendezte kiadás alá. 1900–1914 között ideje egy részében további kutatóutakon vett részt az arktikus tengerrészeken, illetve a Kaukázusban és Szibériában. 1910-ben szabadalmaztatta a mélytengeri vízmintavételt lehetővé tevő Nansen-palackot. A mindkét végén nyitott, csőszerű eszközt kábelen eresztették a vízbe úgy, hogy a tengervíz szabadon áramolhatott keresztül rajta. Miután elérte a kívánt mélységet, a kábelen egy fémsúlyt engedtek utána, s az ütközés hatására a csapólemezek a palack mindkét végére rázárultak.
1919–1921 között az Oslói Egyetem, 1925–1928 között pedig a skóciai St. Andrews-i Egyetem rektora volt (ez utóbbi hivatalában Rudyard Kiplinget váltotta fel).
1905 körül szerepet vállalt a politikai életben, s a háttérből segítette Norvégia és Svédország kettéválását. 1906–1908 között hazája első Londonba akkreditált nagykövete volt. 1914-ben az orosz kormány megbízásából Szibériában tevékenykedett, majd Norvégia washingtoni nagykövete lett. Az első világháborút követően jószolgálati, emberbaráti feladatokat vállalt a nemzetközi diplomácia színpadán: a menekültek és hadifoglyok helyzetének jobbításán, s az oroszországi éhínség felszámolásán fáradozott. 1920-ban a Nemzetek Szövetségének egyik főbiztosaként az orosz, német és osztrák hadifogolycserét irányította, amelynek során elérte az Oroszországban raboskodó mintegy félmilliónyi hadifogoly szabadon bocsátását és hazatérését. 1922-ben a nemzetközi genfi egyezmény alapján ötvenkét ország fogadta el a hontalanná vált menekültek számára Nansen által kibocsátott, mintegy 450 ezer úti okmányt, az ún. Nansen-útlevelet. Mindezen tevékenységéért 1922-ben Nobel-békedíjat kapott, miként a később, 1931-ben általa alapított Nansen Nemzetközi Menekültügyi Hivatal is 1938-ban.
Élete utolsó éveiben a Nemzetközi Sarkkutató Társaság elnöke volt.

## Életműve
Nansen korszerű módszereket vezetett be a sarkkutatásban. Bizonyította, hogy különleges ruházatra és felszerelésre van szükség, tudományos számítások alapján írta elő az optimális élelmiszer-fejadagokat és bizonyította, hogy zsírra is szüksége van az emberi szervezetnek a sarkvidéki körülmények között. Expedíciói útvonalának kitűzésekor figyelembe vette az önfenntartás ösztönét is, azaz a mostohább viszonyokkal rendelkező területekről kiindulva tartott a kevésbé elhagyatott, esetleg lakott területek felé, ezzel elvágta maga mögött a visszatérés útját, és nagyobb teljesítményre ösztönözte önmagát.
Nansen és követői sikerének lényege abban rejlett, hogy eredményeiket a sportember módszerével érték el, továbbá abban a felismerésben, hogy ilyen kiemelkedő teljesítményt csak kiváló állóképességű férfiakból álló, összetartó, kis létszámú csapattal lehet elérni.
Népszerűségének köszönhetően 1898 májusában Budapesten tartott előadást a Magyar Földrajzi Társaság meghívására, amely egyúttal tiszteletbeli tagjává is választotta.
Életművére – egyesek szerint – árnyékot vet, hogy olyan aktképeket publikált születésének 150. évfordulóján az Aftenposten című norvég lap, amelyeket a híres sarkkutató-diplomata 67 éves korában egy 30 évvel fiatalabb hölgy számára készített saját magáról. A többszörös házasságtörő Nansen által a nőnek küldött egyik levélből az is nyilvánosságra került, hogy a menekültek ügyével való foglalkozás számára teljesen érdektelen, terhelő kötelezettség lett volna.

## Főbb művei
- Paa ski over Grønland, Kristiania, Achehoug, 1890
- Eskimoliv, Kristiania, Aschehoug, 1891
  - Az eszkimók között, ford. Telkes Béla, Budapest, Világirodalom, 1923
- Fram öfver Polarhafvet, Den norska polarfärden 1893–96, I–II. köt., Stockholm, Bonnier, 1897
  - Utazás az úszó jégen, I–II. köt., Budapest, Dante, 1932
  - Éjben és jégben, ford. Vécsey Zoltán, Budapest, Gondolat, 1970
- Norge og foreningen med Sverige, (Norvégia és az unió Svédországgal), Kristiania, Dybwad, 1905
- Videnskap og moral, (Tudomány és erkölcs), 1908
- Nord i Tåkeheimen, (Az északi ködbirodalomban), Kristiania, Dybwad, 1911
- Gjennem Sibirien, (Szibérián át), Kristiania, Dybwad, 1914
- En ferd til Spitsbergen, (Utazás a Spitzbergákig), Kristiania, Dybwad 1920.
- Gjennem Armenia, (Örményországon át), Oslo, Dybwad, 1927
- Gjennem Kaukasus til Volga, (A Kaukázuson át a Volgáig), Oslo, Dybwad, 1929

### Magyarul
- Jankó János: Grönlandon át hóczipőn; Nansen Fridtjoff eredeti műve alapján; Eggenberger, Budapest, 1897
- Éjen és jégen át, 1-2.; röv. ford. Brózik Károly; Lampel, Bp., 1898 (Magyar könyvtár)
  - 1. A Fram útja
  - 2. A szán-út
- Az eszkimók között; ford. Telekes Béla; Világirodalom, Bp., 1923 (A hat világrész)
- Utazás az úszó jégen, 1-2.; ford. Zigány Árpád; Dante, Bp., 1932 (A világjárás hősei)
- Éjben és jégben; vál., ford., bev., jegyz. Vécsey Zoltán; Gondolat, Bp., 1970 (Világjárók. Klasszikus útleírások)